# Jad Mordechaj
Jad Mordechaj (hebrejsky יַד-מָרְדְּכַי, doslova „Památník Mordechaje“, v oficiálním přepisu do angličtiny Yad Mordekhay, přepisováno též Yad Mordechai) je vesnice typu kibuc v Izraeli, v Jižním distriktu, v Oblastní radě Chof Aškelon.

## Geografie
Leží v nadmořské výšce 43 metrů v pobřežní nížině, v regionu Šefela. Jižně od obce protéká vádí Nachal Šikma, do kterého sem podél východní strany vesnice ústí vádí Nachal Oved.
Obec se nachází 6 kilometrů od břehu Středozemního moře, cca 57 kilometrů jihojihozápadně od centra Tel Avivu, cca 67 kilometrů jihozápadně od historického jádra Jeruzalému a 9 kilometrů jižně od města Aškelon. Jad Mordechaj obývají Židé, přičemž osídlení v tomto regionu je etnicky převážně židovské.
Jad Mordechaj je na dopravní síť napojen pomocí dálnice číslo 4. Z ní tu k jihovýchodu odbočuje dálnice číslo 34. Podél východní strany vesnice jsou dochovány zbytky železničního tělesa z dob mandátní Palestiny, kdy tudy vedla mezinárodní trať z Haify do Egypta. Ve výstavbě je železniční trať Aškelon-Beerševa, která by zčásti na tyto pozůstatky měla navázat.

## Dějiny
Jad Mordechaj byl založen v roce 1943. Pojmenován je podle Mordechaje Anielewicze, jednoho z vůdců povstání ve varšavském ghettu. Zakladateli kibucu byli Židé původem z Polska, napojení na levicové sionistické hnutí ha-Šomer ha-ca'ir. Během války za nezávislost v roce 1948 byl kibuc místem těžkých bojů. Egyptská invazní armáda se tudy pokoušela o průnik do pobřežní nížiny směrem k Tel Avivu. Po dobu bojů byly ženy a děti z kibucu evakuovány. Nakonec ovšem zdejší oblast ovládla izraelská armáda. Egypt si podržel kontrolu pouze nad pásmem Gazy.
Koncem 40. let měl kibuc rozlohu katastrálního území 1 700 dunamů (1,7 kilometrů čtverečních). V obci funguje muzeum povstání v ghettu, základní škola a mateřské školy.
Vesnice je pro blízost pásma Gazy opakovaným terčem raket Kassám, které jsou odpalovány z nedalekého pásma Gazy ovládaného hnutím Hamás. Například v dubnu 2006 dopadla raketa nedaleko od společné jídelny, a to právě ve chvíli, kdy členové kibucu zasedali ke slavnostní večeři na počátku šabatu. Nikdo nebyl zraněn, ale budova jídelny byla těžce poškozena.

## Demografie
Podle údajů z roku 2014 tvořili naprostou většinu obyvatel v Jad Mordechaj Židé (včetně statistické kategorie "ostatní", která zahrnuje nearabské obyvatele židovského původu ale bez formální příslušnosti k židovskému náboženství).
Jde o menší obec vesnického typu s dlouhodobě stagnující populací. K 31. prosinci 2014 zde žilo 687 lidí. Během roku 2014 populace stoupla o 3,2 %.
| Rok            | 1948 | 1961 | 1972 | 1983 | 1995 | 2001 | 2003 | 2004 | 2005 | 2006 | 2007 | 2008 | 2009 | 2010 | 2011 | 2012 | 2013 | 2014 |
| -------------- | ---- | ---- | ---- | ---- | ---- | ---- | ---- | ---- | ---- | ---- | ---- | ---- | ---- | ---- | ---- | ---- | ---- | ---- |
| Počet obyvatel | 298  | 416  | 501  | 658  | 650  | 713  | 709  | 724  | 708  | 710  | 688  | 676  | 619  | 611  | 662  | 673  | 666  | 687  |